# Cesare Burali-Forti

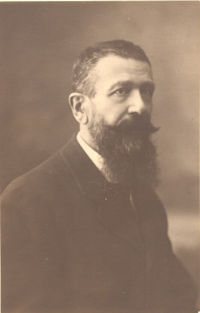

Cesare Burali-Forti (Arezzo, 13 augustus 1861 - Turijn, 21 januari 1931) was een Italiaanse wiskundige en logicus uit de school van Giuseppe Peano.
In de jaren 1894 tot 1896 was hij assistent van Giuseppe Peano. In de jaren van 1895 tot 1908 leverde hij een belangrijke bijdrage aan het door Peano uitgegeven vijfdelige werk "Formulaire de Mathematiques". Dit werk was groot belang voor de verdere ontwikkeling van de formele logica. De ideeën van Peanos over de wiskundige logica werden door Burali-Forti voor een iets breder publiek toegankelijker gemaakt in zijn "Logica mathematica", dat in 1894 verscheen. Voor het grootste deel van zijn wetenschappelijke carrière werkte hij aan de wiskundige faculteit van de Universiteit van Turijn. Hij werd vooral bekend door zijn ontdekking in 1897 van de Burali-Forti-paradoxen, die bij de vorming van de verzameling van alle ordinaalgetallen ontstaan.

## Boeken door Cesare Burali-Forti
- Analyse vectorielle générale: Applications à la mécanique et à la physique. met R. Marcolongo (Mattéi & co., Pavia, 1913)
- Corso di geometria analitico-proiettiva per gli allievi della R. Accademia Militare (G. B. Petrini di G. Gallizio, Torino, 1912)
- Geometria descrittiva (S. Lattes & c., Torino, 1921)
- Introduction à la géométrie différentielle, suivant la méthode de H. Grassmann (Gauthier-Villars,1897)
- Lezioni Di Geometria Metrico-Proiettiva (Fratelli Bocca, Torino, 1904)
- Meccanica razionale met Tommaso Boggio (S. Lattes & c.,Torino, 1921)